# Italienischer Aronstab
Der Italienische Aronstab (Arum italicum) ist eine Pflanzenart aus der Gattung Aronstab (Arum) innerhalb der Familie der Aronstabgewächse (Araceae).

## Beschreibung
Der Italienische Aronstab ist sehr formenreich.

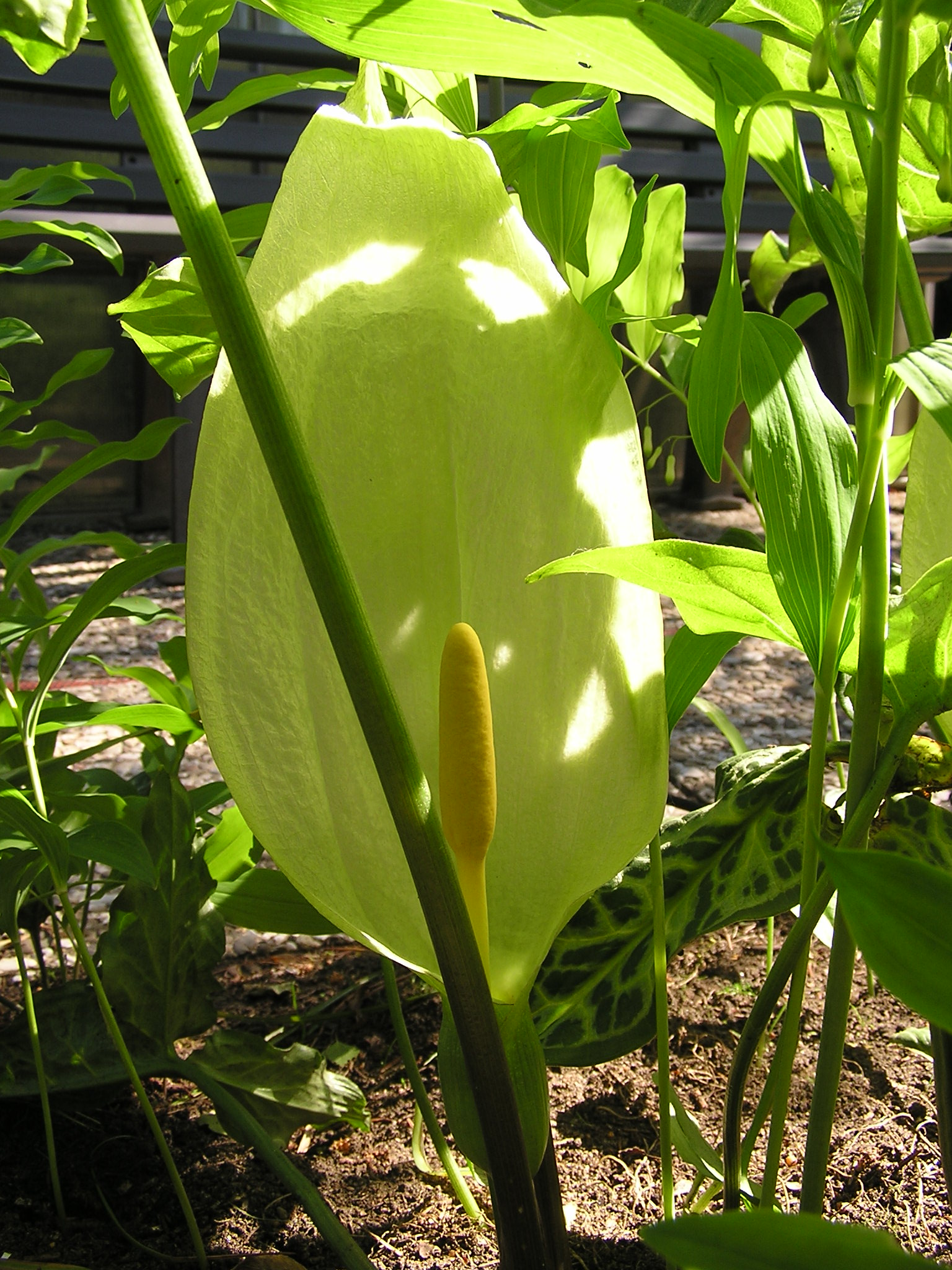
Blütenstand mit Spatha und Spadix

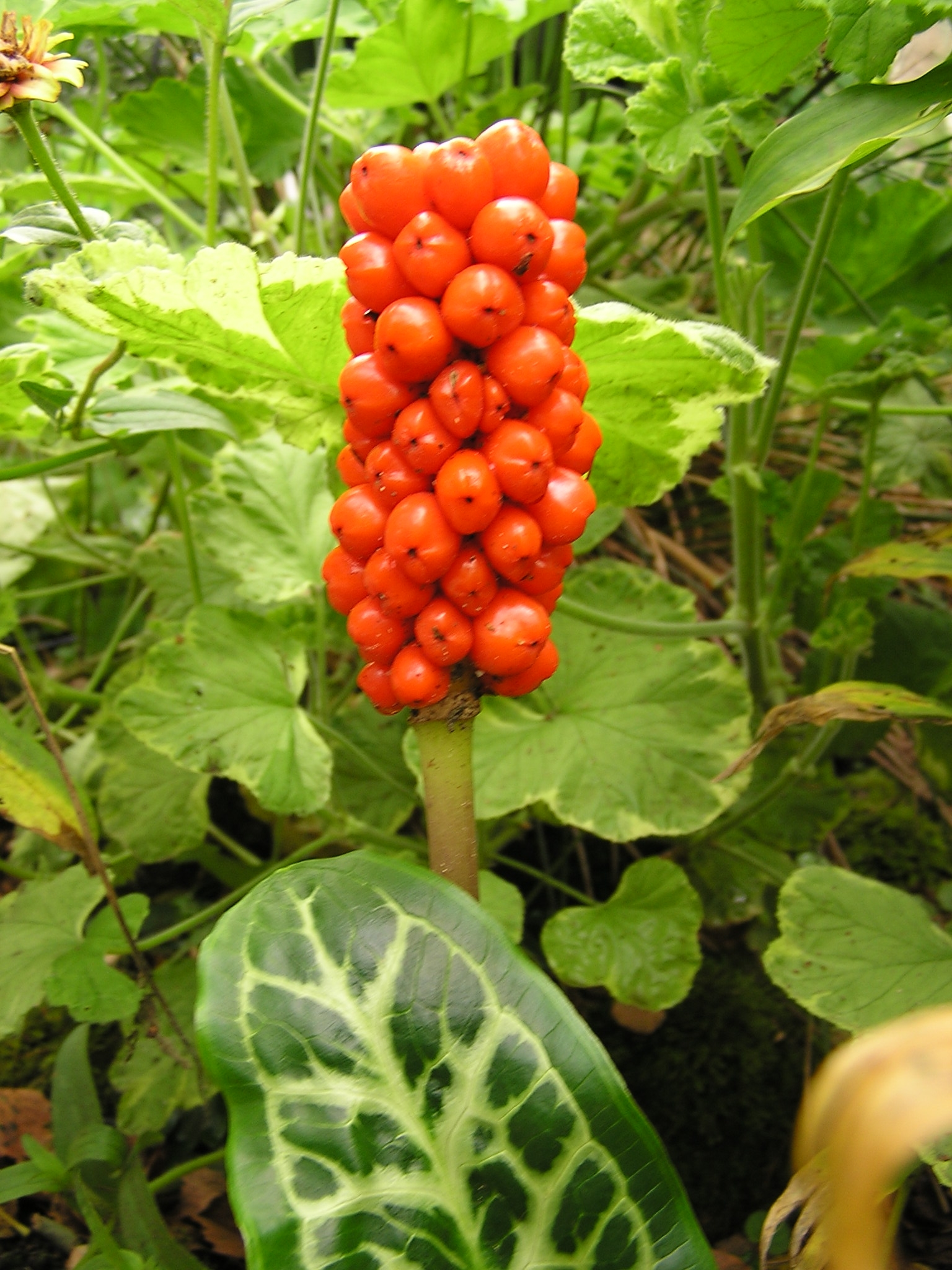
Fruchtstand

### Vegetative Merkmale
Der Italienische Aronstab ist eine herbst-frühjahrsgrüne, ausdauernde, krautige Pflanze, die Wuchshöhen von 20 bis 80 Zentimeter, selten 1 Meter erreicht. Er bildet eine Rhizomknolle aus. Die gestielten Laubblätter treiben im Herbst. Die Blattspreiten sind bei einer Länge von 9 bis 40 Zentimetern sowie einer Breite von 2 bis 29 Zentimetern pfeilförmig und haben meist auffallend weiße Blattadern, sind nur selten schwarz gefleckt.

### Generative Merkmale
Der Italienische Aronstab ist einhäusig getrenntgeschlechtig (monözisch). Die Blütezeit reicht von März bis Mai.
Der Blütenstand besteht aus Blütenstandsschaft, Spatha und Kolben (Spadix). Der Blütenstandsschaft ist 15 bis 40 Zentimeter hoch und erreicht nur die halbe Länge der Blattstiele. Die eingeschlechtlichen Blüten befinden sich am unteren Teil eines gelblichen Kolbens, verborgen unter einem einzelnen, grün-weißlichen Hochblatt, das bei den Aronstabgewächsen Spatha genannt wird. Die Spatha ist 11 bis 38 Zentimeter lang, innen weiß, außen weißlich-grün und am Rand oft hellpurpurfarben überlaufen. Sie ist heller als die des Gefleckten Aronstabs (Arum maculatum). Die männlichen Blüten befinden sich dabei über der weiblichen. Die männlichen Blüten sind vor dem Aufblühen gelb. Ober- und unterhalb der männlichen Blüten sind zahlreiche sterile Blüten vorhanden.
Die Beeren des Italienischen Aronstabs sind bei Reife rot.
Die Chromosomenzahl beträgt 2n = 84, seltener 70 oder 64.

## Vorkommen
Der Italienische Aronstab kommt im Mittelmeergebiet, im Kaukasus, in Frankreich, in Süd-England, in Macchien und Deutschland vor, er wächst in Weinbergen, Olivenhainen, Hecken und Laubwäldern. Sein Verbreitungsgebiet umfasst Makaronesien und reicht von Westeuropa bis zum Irak. In Mitteleuropa kommt er in Südtirol, im Tessin, im Kanton Genf, in Norditalien und in Istrien vor.
Die ökologischen Zeigerwerte nach Landolt et al. 2010 sind in der Schweiz: Feuchtezahl F = 3w+ (mäßig feucht, stark wechselnd), Lichtzahl L = 3 (halbschattig), Reaktionszahl R = 3 (schwach sauer bis neutral), Temperaturzahl T = 5 (sehr warm-kollin), Nährstoffzahl N = 3 (mäßig nährstoffarm bis mäßig nährstoffreich), Kontinentalitätszahl K = 2 (subozeanisch).

## Systematik
Die Erstveröffentlichung von Arum maculatum erfolgte 1768 durch Philip Miller in Gardeners Dictionary, 8. Auflage, Band 2, n. 2 erstbeschrieben (das Werk hat keine Seitenzahlen). Ein Synonym Arum maculatum Mill. ist Arum maculatum var. italicum (Mill.) O.Targ.Tozz.
Je nach Autor gibt es etwa vier Unterarten von Arum italicum:
- Arum italicum Mill. subsp. italicum: Die Blattadern sind weißlich, die Spatha gelblich- oder grünlichweiß. Die Chromosomenzahl beträgt 2n = 84.[2] Sie kommt vom Mittelmeergebiet bis zum Irak, in Großbritannien und in der Schweiz vor.[3]
- Arum italicum subsp. albispathum (Satven ex Ledeb.) Prime: Die Blätter sind ganz grün, die Spatha ist weiß. Das Verbreitungsgebiet ist die Krim, Aserbaidschan, Georgien und das nördliche Kaukasusgebiet.[5] Die Chromosomenzahl beträgt 2n = 84.[2]
- Arum italicum subsp. canariense (Webb & Berthel.) P.C.Boyce[3]: Sie kommt in Madeira, auf den Azoren, auf Teneriffa und Gran Canaria vor.[5]
- Arum italicum subsp. neglectum (F.Towns.) Prime: Sie kommt in Nordwestafrika, im nordwestlichen Spanien, im westlichen Frankreich und im südlichen „Großbritannien“ vor.[3]

## Inhaltsstoffe
Im Italienischen Aronstab sind Calciumoxalat-Kristalle, lösliche Salze der Oxalsäure und weitere Scharfstoffe enthalten. Die Pflanze ist giftig, was vermutlich auf dem Verhältnis von freier zu kristallin gebundener Oxalsäure beruht. In den unreifen Früchten beträgt der Gehalt an löslichen Oxalaten bis zu 0,4 %, in den reifen Früchten bis zu 0,3 %.

## Nutzung
Der Italienische Aronstab wird zerstreut als fruchtzierende Zierpflanze für Gehölzgruppen und schattige Anlagen genutzt. Er ist seit spätestens 1683 in Kultur. Die Sorte ‘Pictum’ (‘Marmoratum’) hat marmorierte Blätter.
Die unterirdischen Pflanzenteile sind nur gekocht oder gut vorgewässert essbar.